# Trädgårdsdirektörens bostad, Rosendal

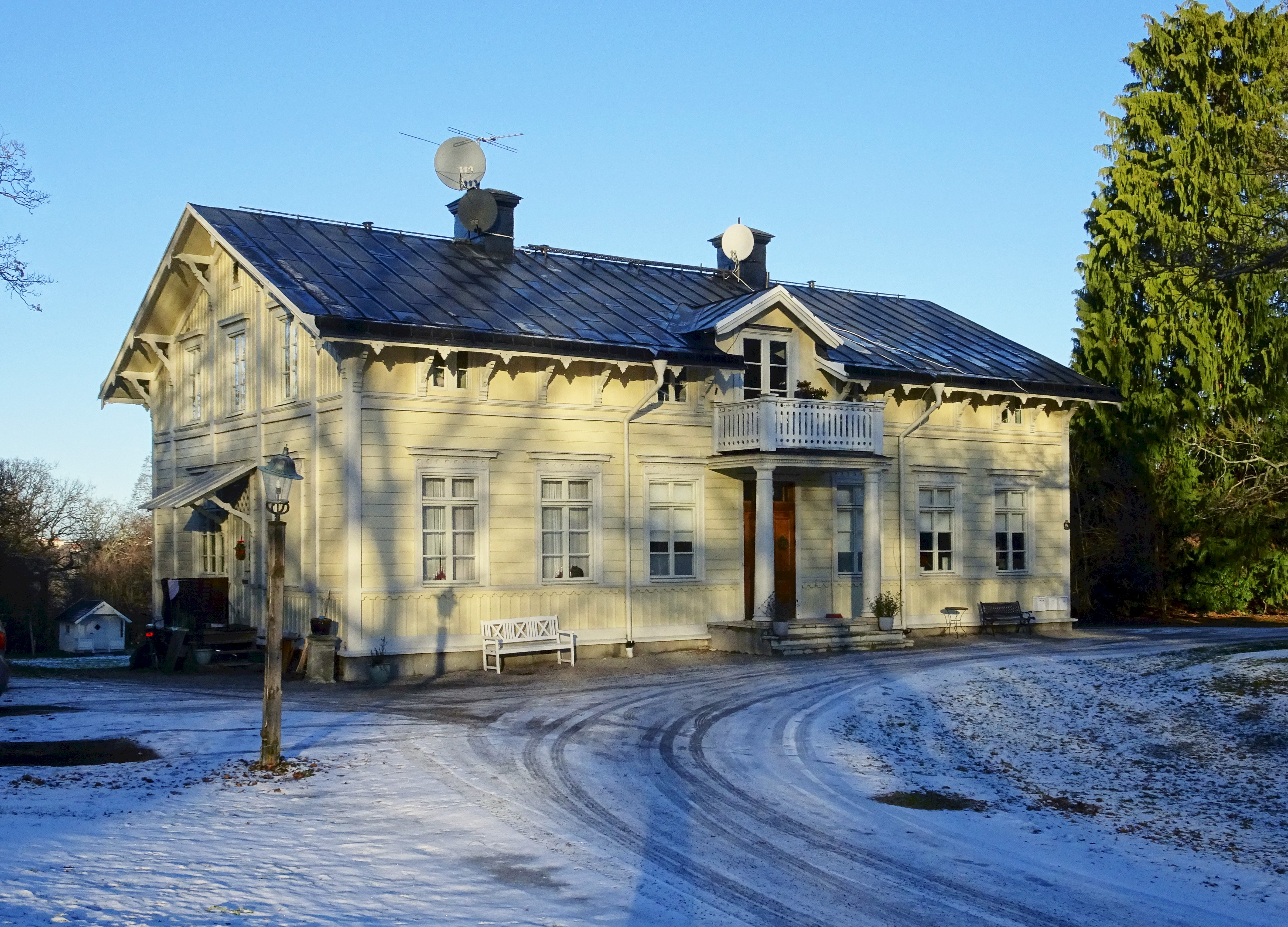
Villan i januari 2019.

Trädgårdsdirektörens bostad (officiell beteckning Rosendal nr 12) är en villa vid Rosendalsterrassen 9 strax norr om Rosendals trädgård på Södra Djurgården i Stockholm. Fastigheten är blåmärkt av Stadsmuseet i Stockholm, vilket innebär "att bebyggelsen bedöms ha synnerligen höga kulturhistoriska värden". Villan ägs av Kungliga Djurgårdsförvaltningen och hyrs ut som privatbostad.

## Historik

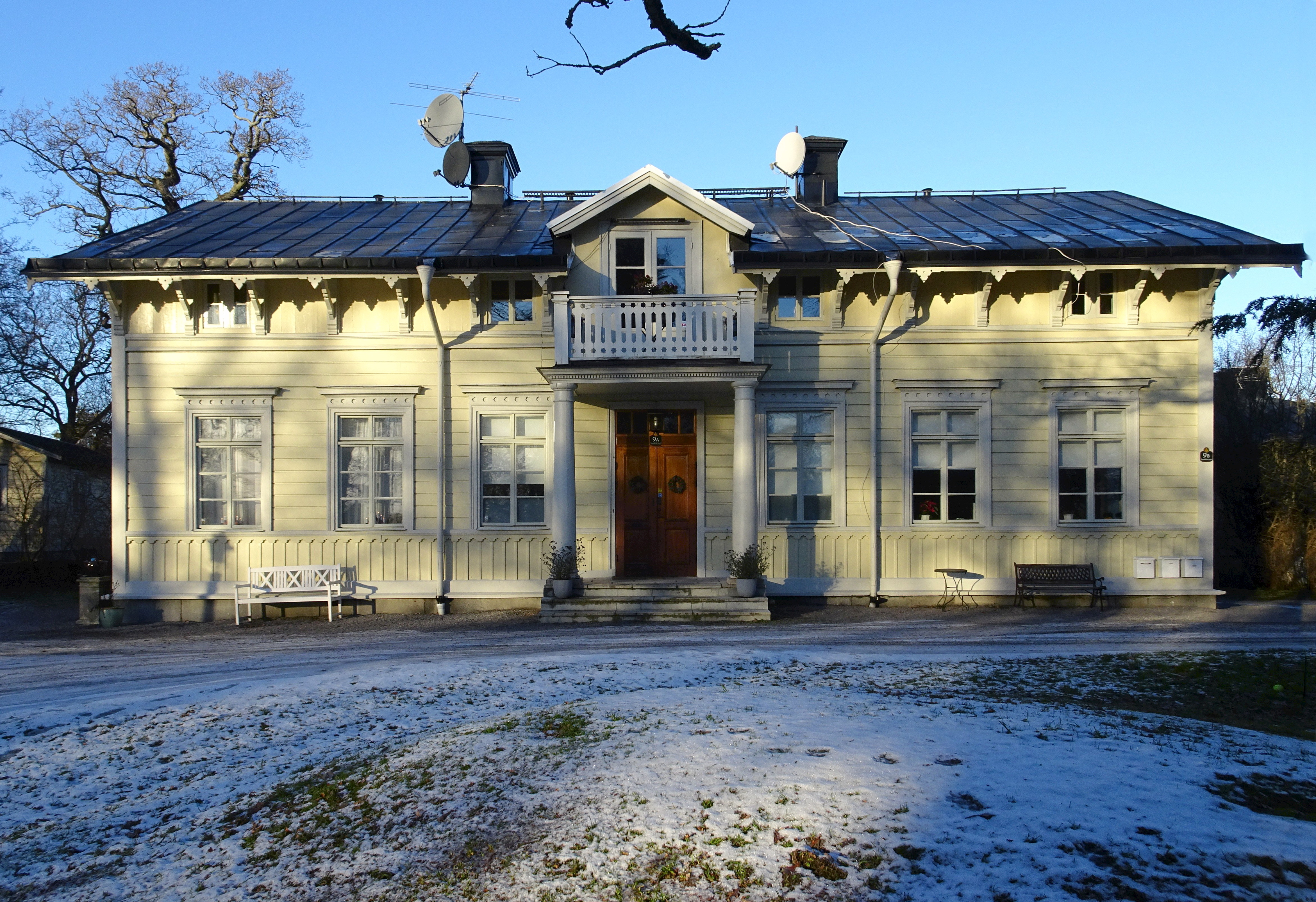
Fasad mot söder, januari 2019.

Villan, som ursprungligen bestod av en våning, har typiska detaljer i schweizerstil från 1800-talets andra hälft. Exakt byggår och vilken arkitekt som ritades huset är dock okända. Byggnaden hörde till Rosendals trädgård och disponerades av Svenska trädgårdsföreningen som hade sin verksamhet här mellan 1861 och 1911. Villan var trädgårdsdirektörens bostad.
I början av 1900-talet höjdes byggnadens vindsvåning och fick då två bostäder. I den övre bodde fram till 1979 fru Magie Florman, gift med ryttmästaren Adrian Florman (1889–1978) som tillsammans med sin bror Carl Florman bildade 1924 AB Aerotransport. Efter hennes död 1980 disponerades bostaden av hennes brorsdotterdotter (född Åkerlund) tillsammans med sin make Thomas Rosén. Bostaden i bottenvåningen hyrs sedan 1980-talet av Monica Bonde, adoptivdotter till Carl Johan Bernadotte och Kerstin.